# 伊吹雄
伊吹 雄（いぶき ゆう、1932年 - ）は、日本のキリスト教神学者。旧東京都立大学名誉教授。

## 経歴・人物
東京生まれ。慶應義塾大学文学部哲学科卒業、同修士課程中退。上智大学大学院ラテン語哲学科修士課程修了。
1963年、ボン大学カトリック神学部卒業。1965年、ケルン大学神学校卒業。1972年、ボン大学神学博士。
1976年、成蹊大学経済学部教授（ドイツ語）。1987年、東京都立大学教授（哲学、倫理学）。
1996年、定年退官、名誉教授。聖心女子大学講師。　

## 著書
- 『ヨハネ福音書と新約思想』（創文社） 1994.12
- 『ヨハネ福音書注解』I – Ⅲ（知泉書館） 2004 – 2009
- 『パウロによる愛の賛歌 1 コリント13章について』（知泉書館） 2010.9

## 翻訳
- 『ヤコブ原福音書』（八木誠一共訳、教文館、聖書外典偽典6） 1976

## 参考
- 伊吹雄教授略歴・業績表「人文学報」1996-3